# Samsara Blues Experiment
Samsara Blues Experiment – niemiecki zespół muzyczny założony latem 2007 roku w Berlinie przez gitarzystę i wokalistę Christiana Petersa. Od września 2008 roku występuje w składzie: Christian Peters, Hans Eiselt – gitara, Richard Behrens – gitara basowa i Thomas Vedder – perkusja. Zespół wykonuje muzykę będącą połączeniem takich gatunków jak: rock psychodeliczny, stoner rock, doom metal i space rock.

## Historia
Christian Peters, wokalista i gitarzysta (okazjonalnie grający też na sitarze i syntezatorach), pomysłodawca projektu Samsara Blues Experiment, rozpoczął karierę artystyczną współpracując z różnymi muzykami. Ostatnim zespołem, w którym grał, był Terraplane, rozwiązany w 2007 roku.
Latem tego samego roku założył w Berlinie Samsara Blues Experiment. Po kilku zmianach personalnych od września 2008 roku zespół występuje w stałym składzie: Christian Peters, Hans Eiselt (gitara), Richard Behrens (gitara basowa i Thomas Vedder (perkusja). Muzyka zespołu opiera się na 3 źródłach:
- blues będący zasadniczą podstawą (jak wskazuje nazwa zespołu),
- duchowy wpływ muzyki raga,
- eksperymentalne łączenie różnych elementów muzycznych[2].

Christian Peters w wywiadzie dla magazynu muzycznego "It's Psychedelic Baby" wyjaśniał, iż wyraz „samsara” w nazwie zespołu oznacza przechodzenie przez różne stany, wędrowanie, przechodzenie przez wrota pomiędzy życiem a śmiercią i nowe życie w ramach reinkarnacji. W utworach zespołu dominuje brzmienie dwóch gitar, a ich styl stanowi połączenie elementów rocka psychodelicznego, stoner rocka, space rocka, a niekiedy nawet krautrocka. W celu zdobycia doświadczenia przed nagraniem pierwszego albumu zespół koncertował w Europie i w USA. 
Zespół zadebiutował na rynku płytowym w 2009 roku EP-ką, nagraną podczas tournée po zachodnim wybrzeżu USA. Słychać na niej było brzmienie gitary Hendrixa z albumu Electric Ladyland oraz sitaru Anandy Shankara. Pierwszy album zespołu, zatytułowany Long Distance Trip, ukazał się w 2010 roku jako płyta CD i LP. Zespół nie zaproponował muzyki odkrywczej, ale raczej tradycyjny, ciężki, psychodeliczny rock stanowiący mistyczne połączenie nastrojów z lat 70.: kosmicznego brzmienia, wydłużonych, bluesowych partii gitarowych i orientalnego folkloru. Album zawiera, w zależności od wersji, 5 lub 6 utworów. W podobnym klimacie utrzymany był drugi album zespołu, Revelation & Mystery, jednak był on znacznie krótszy od swego poprzednika (47 minut wobec 66); krótsze też były same utwory. W 2013 roku ukazało się koncertowe wydawnictwo zespołu, zatytułowane Live At Rockpalast, wydane w limitowanej serii 500 egzemplarzy. W tym samym roku ukazał się trzeci album studyjny grupy, zatytułowany Waiting For The Flood. Stanowi on podsumowanie doświadczeń obu poprzednich albumów. Oprócz znanego brzmienia w stylu stoner rocka, rocka psychodelicznego czy progresywnego słychać na nim wpływy brzmieniowe zespołów brytyjskich, takich jak Khan i Camel oraz, okazjonalnie, amerykańskich jak Corrosion of Conformity czy Floodgate. Na okładce albumu znalazł się jeden z obrazów Zdzisława Beksińskiego.
Obok pracy studyjnej zespół kontynuuje działalność koncertową, uczestnicząc w wielu europejskich festiwalach, jak: Roadburn Festival, Yellowstock Festival i Burg Herzberg Festival. Kilkakrotnie wystąpił też w Polsce: w 2012 roku w Warszawie i Wrocławiu, w 2013 roku na warszawskim festiwalu Days Of The Ceremony oraz w lipcu 2015 roku na Red Smoke Festival w Pleszewie. 

## Dyskografia

### Demo
- 2008 – Samsara Blues Experiment, demo CD-R (wydawnictwo własne)[1]
- 2009 – Samsara Blues Experiment, EP USA Tour Edition, CD-R (wydawnictwo własne)[1]

### Albumy
- 2010 – Long Distance Trip[6] (World In Sound/Rough Trade)
- 2011 – Revelation & Mystery (World In Sound/Rough Trade)
- 2013 – Waiting For The Flood  (Electric Magic Records)
- 2013 – Live At Rockpalast (live)
- 2013 – Waiting For The Flood (Electric Magic Records)
- 2017 – One With The Universe (Electric Magic Records)

### Single
- 2012 – „Center Of The Sun”/„Midnight Boogie”[7]